# Tinia
Tinia (écrit souvent  Tins, qui veut dire « à Tinia », dédié à…) est le nom étrusque du dieu équivalent au  Zeus grec  (ou Jupiter en latin). Les Étrusques le nommaient ainsi car Tinia vient de tin et signifie « le jour ».

## Étymologie
Il est possible que son nom soit un emprunt à une langue indo-européenne, dont le sens initial pourrait être « Ciel diurne » comme pour Zeus et Jupiter.

## Description
Tinia est la plus importante divinité du Panthéon étrusque, mari de Thalna ou de Uni. Il est le père de Hercle et des Dioscures (appelés Tinas clenar en étrusque c'est-à-dire «les fils de Tinia»).
Avec Menrva et Uni, il formait une puissante triade qui dominait le panthéon étrusque. Son nom apparaît dans trois cases du foie de Plaisance. Il est associé à l'aigle, dont le vol constituait un signe transmettant un message de la divinité. Tinia est le dieu lanceur de foudres (manubiæ en latin) par excellence. Elles se distinguaient de celles des autres dieux par leur couleur rouge sang. Sénèque nous apprend qu'on lui en attribue trois sortes : celles qu'il envoyait de sa propre initiative et qui avaient un sens favorable ; celles qu'il envoyait avec l'accord d'un groupe de douze dieux, les Dii Consentes (dieux complices) et dont l'effet était bénéfique mais apportait cependant également un malheur ; enfin celles qu'il lançait après avoir consulté les Dii Involuti (dieux cachés, enveloppés de mystère) et dont l'effet était terriblement destructeur.

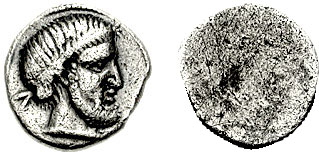
Tinia sur un As d'Etrurie

Les principales inscriptions à sa gloire proviennent de Tarquinia et de son territoire (Ferento). Celles-ci se trouvent sur des fragments de buccheri.
Sur la patte avant droite de la Chimère d'Arezzo on peut lire TINSCVIL ou TINS'VIL pouvant être traduit comme « donné à Tins ».
Certains l'identifient avec Vertumne, dieu de la Fédération étrusque.

## Culte
Les lieux de culte n'ont pas été identifiés avec certitude, mais à Tarquinia a été mis au  jour une partie du trône impérial dédié à Tinia et appartenant au temple dit Ara della Regina, devant lequel avaient lieu les prières.
On retrouve, notamment à Bolsena et Orvieto, des autels  (appelés bothroi en grec) percés d'un canal les mettant en contact avec le sous-sol et le monde souterrain, portant la dédicace Tinscvil. Il n'est donc pas étonnant qu'on ait retrouvé dans le temple du Belvédère à Orvieto  un vase votif portant l'inscription Tinia calusna. L'épithète calusna (de Calu, une divinité associée au monde des morts) indique que Tinia apparaît ici sous son aspect chthonien.